# 坎布里亚

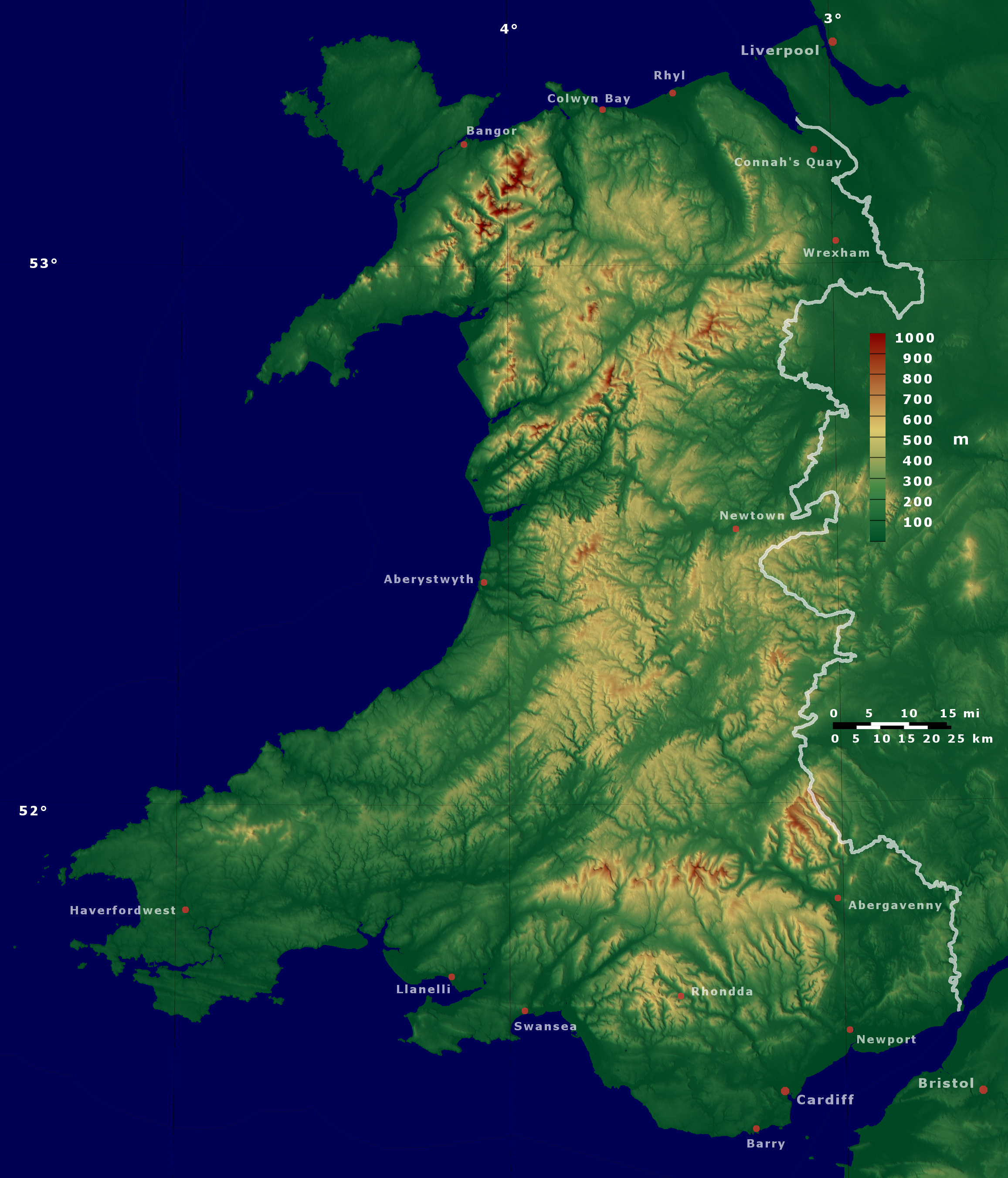

坎布里亚（拉丁語：Cambria）是威爾斯的拉丁语名，是威尔士的威尔士语名“Cymru”的拉丁化形式。然而，这一称呼在很长一段时间内并未被使用，因为当羅馬帝國统治大不列顛島时，威尔士并不作为一个单独的地区存在。中世纪，盎格魯-撒克遜人进入大不列顛島，人们开始使用“坎布里亚”一词以区分新成立的盎格鲁-撒克逊王国（今英格兰）与位于今威尔士的凯尔特人王国。